# Stanisław Świtalski (ur. 1936)
Stanisław Świtalski (ur. 1 sierpnia 1936 w Budach Kaleńskich) – generał brygady Wojska Polskiego.

## Życiorys
W latach 1954–1959 studiował w WAT w Warszawie. Podczas studiów, w 1956 promowany do stopnia chorążego, a w 1957 do stopnia podporucznika w korpusie oficerów samochodowych. W 1959 ukończył studia z dyplomem magistra inżyniera i został wyznaczony na stanowisko pomocnika kierownika sekcji technicznej sztabu 33. Pułku Zmechanizowanego w Nysie. W latach 1961–1966 kierownik 172. warsztatów dywizyjnych 2 Dywizji Zmechanizowanej. Od 1966 był pomocnikiem szefa wydziału technicznego dywizji w stopniu majora. Od stycznia 1971 szef służby czołgowo-samochodowej 2 Dywizji Zmechanizowanej. W 1973 ukończył studia podyplomowe w Wojskowej Akademii Technicznej im. J. Dąbrowskiego w Warszawie. 28 maja 1975 został szefem Służb Technicznych - zastępcą dowódcy 2 Dywizji Zmechanizowanej. W latach 1976–1978 studiował w Wojskowej Akademii Sztabu Generalnego Sił Zbrojnych ZSRR im. Klimenta J. Woroszyłowa w Moskwie, po czym został szefem Służb Technicznych - zastępcą dowódcy Śląskiego Okręgu Wojskowego we Wrocławiu w stopniu pułkownika. Od 6 V 1982 szef Służby Czołgowo-Samochodowej MON w Głównym Inspektoracie Techniki WP. Na mocy uchwały Rady Państwa PRL z 24 września 1983 otrzymał nominację na stopień generała brygady. Nominację wręczył mu w Belwederze 10 października 1983 przewodniczący Rady Państwa prof. Henryk Jabłoński. Od 24 września 1989 do 4 lutego 1994 komendant Instytutu Systemów Zabezpieczenia Technicznego Wojsk w WAT w Warszawie (1 I 1993 przemianowanego na Instytut Logistyki WAT). 15 lutego 1994 zakończył zawodową służbę wojskowąi przeszedł do rezerwy, pożegnany 12 stycznia 1994 przez ministra obrony Piotra Kołodziejczyka.
Współautor wielu systemowych rozwiązań w zakresie eksploatacji techniki wojskowej, członek Zarządu Głównego Polskiego Związku Motorowego i Prezydium Zarządu Głównego Ligi Obrony Kraju. Autor wielu projektów racjonalizatorskich związanych z techniką czołgową i samochodową. Aktywny działacz Naczelnej Organizacji Technicznej w WP. W 1996 należał do grupy generałów - współzałożycieli Klubu Generałów WP.

## Awanse
W trakcie wieloletniej służby w ludowym Wojsku Polskim otrzymywał awanse na kolejne stopnie wojskowe:
- chorąży - 1956
- podporucznik – 1957
- porucznik – 1959
- kapitan – 1962
- major – 1966
- podpułkownik – 1972
- pułkownik – 1978
- generał brygady – 1983

## Odznaczenia
- Krzyż Komandorski Orderu Odrodzenia Polski (1985)
- Krzyż Kawalerski Orderu Odrodzenia Polski (1979)
- Złoty Medal „Siły Zbrojne w Służbie Ojczyzny”
- Srebrny Medal Siły Zbrojne w Służbie Ojczyzny
- Brązowy Medal Siły Zbrojne w Służbie Ojczyzny
- Złoty Medal „Za zasługi dla obronności kraju”
- Srebrny Medal „Za zasługi dla obronności kraju”
- Brązowy Medal „Za zasługi dla obronności kraju”
- Odznaka "Zasłużonego Racjonalizatora Wojskowego”
- Złota Odznaka Honorowa NOT
- inne odznaczenia

## Życie prywatne
Syn Adama i Franciszki z Kowalskich. Żonaty z Adelą, jedna córka.